# Big Boy (rappeur)
Pour les articles homonymes, voir Big Boy.
Gustavo Roy Díaz (né dans un quartier ouvrier de Santurce à Porto Rico) mieux connu sous le pseudonyme de Big Boy, est un toaster de raggamuffin connu pour son plus grand succès Mis Ojos Lloran por ti.
Il se lance dans une carrière musicale dès l'âge de 13 ans et se distingue comme un des pionniers du raggamuffin latin d'où le reggaeton. Il fut sur le marché international un des premiers à présenter ce style musical en Europe.

## Biographie
Les débuts et "M. Big" Modifier
Après avoir joué en live dans leur Santurce natal pour promouvoir leurs premières chansons, Big Boy signe avec Musical Productions la sortie de son premier album en 1993, intitulé "Mr. Big", dont le premier single "Maria" connaît un succès mondial. Puis, entre 1994 et 1996, Big Boy a commencé à publier des albums tels que "Que Vayas Con Dios" et "Mis Ojos Lloran Por Ti", qui comprenaient des chansons principalement influencées par le rap américain, les rythmes latin et les rythmes afro-caribéens des années 1990.

### Succès mondial dans sa carrière
Au milieu des années 1990, sa musique a commencé à figurer sur des listes en Amérique centrale et en Amérique du Sud et est devenue l'un des artistes les plus importants du rap et du reggae latins. Des chansons telles que "Mis Ojos Lloran Por Ti", "Mi Chica De La Voz Sensual" et "He Chocado Con La Vida" sont ceux qui ont rendu ce succès possible. Après une pause de deux ans, en 1999, Sony Music s'associe à Musical Productions et décide de lancer son nouvel album studio, "Big Impact". Les chansons les plus connues de cet album sont "Voy a To'as" avec le rappeur portoricain MC Ceja et "Hacerte el Amor" en deux versions, anglaise et espagnole. En 2000, il publie son nouvel album studio, "Virus", qui contient des collaborations avec de nombreux artistes du genre reggaeton. Des artistes tels que Nicky Jam, Karel (de Karel & Voltio), Georgie et Alex Rivera faisaient partie de cet album. Deux ans plus tard, en 2002, il sort son nouvel album intitulé "The Phenomenon", qui est un album très important dans sa carrière, avec des chansons comme "Amiga Ven" et "La Culpable" qui sont des succès mondialement connus. En 2003, M. Big a publié un nouvel album, "Dando Candela", qui a été largement accepté dans toute l’Amérique latine, à partir de chansons comme "Una Mujer Como Tu" avec la participation de l’artiste Zorro Viejo et qui se démarque de "Donde Esta El Amor". qui a figuré avec l'ancien chanteur de Son By Four, Angel Lopez. Plus tard, de manière surprenante, Big Boy abandonne Musical Productions pour signer avec Universal Music et sort son dixième album en 2005, "The Comeback". Le succès de cet album n’a pas été à la hauteur des attentes et, en 2006, il revient à Musical Productions pour lancer son dernier album, "Reggaeton Reloaded Version 2.5". Cet album est une compilation de leurs hits des années 2000.

### 2005-Présent
Après avoir publié "Reggaeton Reloaded Version 2.5", Big Boy fait une pause dans sa carrière sans enregistrer de chansons. La pause dura sept ans et, en 2013, la vie de Big Boy était mal connue. Il revint soudainement dans une collaboration avec l'artiste du reggaeton underground Jamsha el Putipuerko, intitulé "Donde Estan Todas Las Yales". Ses chansons les plus récentes sont «Tranquilo», publié en 2015, et «A Tu Nombre», publié en 2017. Big Boy vit actuellement au Guatemala.

## Quelques succès
- ¿Dónde está el amor?
- El amor
- El verdadero amor
- El viento se lo llevó
- Hacerte el amor
- Haría cualquier cosa
- He chocado con la vida
- La culpable
- La química
- María
- Mis ojos lloran por ti
- Monchy y Alexandra
- Para la chica Ft. Nicky Jam
- Pase lo que pase
- Perdóname
- Que vayas con Dios
- Sin tu amor
- Ta,ta,ta
- Voz sensual
- Ya no hay tiempo para llorar

## Discographie

### Albums
- 1993 Mr. Big
- 1994 Que vayas con Dios
- 1996 Mis ojos lloran por ti
- 1997 He chocado con la vida
- 1999 Big Impact
- 1999 Big Boy Mega Mix
- 2000 Virus
- 2002 The Phenomenon
- 2003 Dando candela
- 2005 Reggaeton Reloaded 2.5
- 2005 El Comeback

### Singles
- 1999 "Voy a to'as"
- 2003 "¿Dónde está el amor?"
- 2005 "Ihaa!"
- 2005 "Báilalo"